# 밀착연접

밀착연접(密着連接, tight junction)은 세포연접의 한 종류로 연결되어 있는 세포 사이의 물질 이동을 제한하며, 밴드 형태로 세포에 감겨 있다. 밀착연접은 인접한 세포의 세포막이 클라우딘과 오클루딘이라 불리는 단백질에 의해 부분적으로 융합되어 형성된다. 주로 사람이나 척추동물에서 존재한다. 또한 뇌혈관장벽을 만들어 혈액에 있는 유해물질을 뇌척수액에 도달하지 못하게 한다. 또 다른 세포연접으로는 간극연접, 데스모좀 등이 있다.

## 같이 보기
- 카드헤린
- 간극연접